# Glucoalcaloidi
I glucoalcaloidi  costituiscono una famiglia non molto diffusa di alcaloidi.
I glucoalcaloidi per idrolisi danno, oltre alla base organica azotata, una o più molecole di zucchero (gruppo glucanico). Possono essere considerati anche come glucosidi. Tra essi troviamo: 
l'amigdalina, isolata dalle mandorle amare, cui conferisce il sapore amaro e la velenosità. Per idrolisi, infatti, essa libera acido cianidrico;
la sinalbina e la sinigrina isolate dalla Sinapis Alba (senape). 
Sulla funzione dei glucosidi si conoscono ancora poche informazioni. È stata avanzata l'ipotesi che possano fungere da deterrenti per l'attacco della pianta che li produce, da parte di specifici insetti.